# Smooth Criminal
A Smooth Criminal Michael Jackson amerikai énekes dala. 1988 októberében jelent meg Jackson Bad című albumának hetedik kislemezeként. Szerzője Jackson, producere Jackson és Quincy Jones. A dal egy Annie nevű nőről szól, akit megtámadtak a lakásában. A dal a hetedik helyet érte el a Billboard Hot 100-on. 2006. április 10-én a Visionary: The Video Singles box-set részeként újra megjelent, ekkor a 19. helyet érte el a brit slágerlistán.
A Smooth Criminal Jackson egyik legismertebb dala, több válogatásalbumára is felkerült, köztük a Number Ones, The Essential Michael Jackson, Michael Jackson: The Ultimate Collection, King of Pop és This Is It címűekre. A dal Jackson 1988-ban bemutatott, Moonwalker című filmjének főcímzenéje.

## Háttere
A dal majdnem nem került fel az albumra, Jacksonnak meg kellett győznie Quincy Jonest, hogy érdemes feltenni rá. A dal két korábbi változatát Jackson még 1985-ben írta, az első demófelvétel 1986-ban készült. A dal első változatának címe Chicago 1945 volt, a másodiknak pedig Al Capone.

## Videóklip
A dal videóklipjét Jackson eredetileg westernstílusban akarta elkészíteni, később azonban 1930-as évekbeli nightclub mellett döntött. A klip, a benne viselt ruhák és Jackson mozgásának stílusát később felhasználták a Moonwalker videójáték-feldolgozásaiban, amelyben maga a dal is hallható. A videóklip elnyerte a legjobb klipnek járó díjat az 1989-es Brit Awards díjkiosztón.
A videóklip koreográfusai Jeffrey Daniel, a Shalamar együttes tagja, és Vincent Paterson, a Beat It és Thriller videóklipek egyik táncosa voltak. Rendezője Colin Chilvers speciáliseffektus-koordinátor. A klip táncjelenete a 30-as évekbeli bárban (és Michael öltözéke) tisztelgés a The Band Wagon című Fred Astaire-film előtt. A videóklipnek öt változata létezik:
- Eredeti Moonwalker-változat – Ez látható a Moonwalker filmben (lásd lentebb). A filmnek  a Smooth Criminal része körülbelül 40 perc hosszú, ebből 10 perc magának a dalnak az előadása. Ez a videóklip legteljesebbm vágatlan változata, benne van a közepén lévő interpretív táncjelenet, de nincs benne az utolsó hat másodperc, ahol egy flapper legyezi magát, miután az ajtó becsapódik Michael mögött. Az eredeti dal második versszakához ez a verzió két újabb sort ad hozzá: Everytime I try to find him he’s leaving no clues left behind him. And they have no way of knowing of the suspect, or what to expect.
- Moonwalker Edit – Ez a változat látható a History on Film, Volume II és Michael Jackson’s Vision DVD-ken. Az előbbi tízperces klip vágott változata. Nagyban hasonlít az előzőhöz, de más az elején a zene, nincs benne párbeszéd, a közepén lévő táncjelenet rövidített, és a végén benne hagyták a magát legyező flappert.
- Album Version – Ez a változat szerepel Michael Jackson hivatalos weboldalán és YouTube-csatornáján. Látható a Moonwalker filmben a végefőcímnél és a Number nes DVD-n, valamint a Visionary kislemezen. Az eredeti Moonwalker-változat egyes jelenetei láthatóak benne felgyorsítva, lelassítva, elhomályosítva vagy más szögből felvéve. Négy perc tizenhét másodperc hosszú, alatta a dal eredeti változata hallható.
- Single Version – Ezt a kiadatlan változatot úgy vágták, hogy szinkronban legyen a dal kislemezen megjelent mixével. Négy perc három másodperc hosszú.
- This Is It-változat – 2009-ben készült fekete-fehér videóklip, melyet Jackson londoni koncertjein terveztek levetíteni. Három perc negyvenkét másodperc hosszú. Jackson a Moonwalkerben játszott szereplőt alakítja ismét, de ezúttal régi klasszikus fekete-fehér filmek, például a Gilda jeleneteibe illesztették be alakját.

A klipben Michael Jackson kábelek nélkül ad elő egy, a gravitáció törvényeinek ellentmondó dőlő mozdulatot, ami látszólag lehetetlen. Jackson külön ehhez szabadalmaztatott egy mechanizmust, amit a színpadra és a cipőjébe építettek. A színpadból a megfelelő pillanatban szögek emelkednek ki, a cipőt pedig úgy készítették, hogy rá tudjon ezekre illeszkedni, ezzel a színpadhoz legyen rögzítve, és megtartsa az énekes bokáját, így arrébb tud dőlni anélkül, hogy tömegpontja a lába fölött lenne. Egy 1994-es moszkvai koncerten az egyik cipő leakadt a színpadról, és Jackson elvesztette az egyensúlyát. Ezután a cipőt újratervezték. A Moszkvában használt cipőt éveken át a helyi Hard Rock Caféban állították ki; az énekes halála után 600 000 dollárért kelt el egy árverésen.

### A film
A dalhoz készült rövidfilm lett a fő eleme az 1988-ban megjelent, Jackson és Joe Pesci főszereplésével készült Moonwalker című filmnek. A filmben három hajléktalan gyerek (Sean – akit Sean Lennon alakít –, Katie és Zeke) egy nagy városban megkeresik barátjukat, Michaelt, aki épp kijön a boltjából, amikor fegyveres gengszterek támadnak rá. Ezután visszatekintés következik a múltba, ahol Michael és a gyerekek a réten játszanak. A kutyájuk, Skipper elszalad, Michael és Katie a keresésére indulnak, és véletlenül ráakadnak Mr. Big rejtekhelyére. Mr. Big, valódi nevén Frankie LiDeo – ez Frank DiLeo nevének anagrammája –, egy drogkereskedő gengszter, akit Joe Pesci alakít a filmben. Saját hadserege van. Célja, hogy a Föld egész népességét rászoktassa a kábítószerre, a gyerekekkel kezdve. Katie sikolt, amikor meglát egy pókot, és Mr. Big észreveszi, hogy kémkednek utána.
Ezután újra a lövöldözéses jelenetet látjuk Michael boltja előtt. A gengszterek nem tudják, hogy Michaelnek van egy szerencsecsillaga, ami megmenti a haláltól. Amikor megtudják, hogy életben maradt, Mr. Big utánaküldi az embereit, akik kutyákkal keresik Michaelt és végül sarokba szorítják egy zsákutcában. Itt Michael szerencsecsillaga sportautóvá változik, amivel elüti Mr. Big számos emberét, és addig menekül az utcákon át, amíg le nem rázza üldözőit. Eközben a gyerekek a Club 30’s nevű, 30-as évek stílusát utánzó bárhoz mennek, mert Michael azt mondta, itt fognak találkozni. Az elhagyatott bárban senki nem vár rájuk. Ezután megérkezik Michael, és a bár megtelik táncolókkal. A gyerekek az ablakon át nézik, ahogy Michael táncol a Smooth Criminalra.
A dalnak a filmben használt változata jóval hosszabb az albumváltozatnál, több szövege van, ami a történet elmeséléséhez szükséges. A dal a tetőpontjára hág, amikor Mr. Big megostromolja a bárt és elrabolja Katie-t. Michael követi őket Mr. Big rejtekhelyére, ahol a gengszterek körülveszik. Megjelenik Mr. Big, és azzal fenyegeti Michaelt, hogy erős függőséget okozó szert fog beadni Katie-nek. Ekkor a szerencsecsillag hatalmas robottá változik, megöli Mr. Big embereit, majd űrhajóvá változik. Mr. Big egy hatalmas energiaágyúval lőni kezdi, de az űrhajó elbújik előle. Ekkor Big a gyerekekre céloz, de az űrhajó ismét megjelenik, és lelövi Biget, majd elrepül az éjszakába. A gyerekek visszatérnek a városba, úgy hiszik, Michael örökre elment az űrhajóval. Katie sír, és kezében tartva egy papírcsillagot, azt kívánja, bár Michael visszajönne. Ekkor a csillag kirepül a kezéből, és Michael előlép a ködös éjszakából, majd elviszi őket a bárba, ami közben koncertteremmé változott. A színpadi munkások megtalálják a gyerekek eltűnt kutyáját, majd a színpadra kísérik Michaelt, ahol előadja a Come Togethert.

## Fellépések
Jackson 1988–89-es Bad World Tour második szakaszán adta elő a dalt, a fellépés koreográfiája a Moonwalker filmbeli jeleneten alapul. A Dangerous és HIStory turnéra már rendszeressé vált, hogy így adja elő a dalt. A Bad turné második szakaszán és a Dangerous turnén beszélt intró és szintetizátorfelvétel vezette be a zenét; a Bad turné első szakaszán ugyanez a bevezetés a This Place Hotelt előzte meg. A Dangerous turnén Jackson egy szabadalmaztatott eljárás segítségével elő tudta adni ugyanazt az antigravitációs mutatványt a színpadon, amit a Moonwalkerben. A Dancing Machine robotmozgásához és a Billie Jeanben debütáló moonwalkhoz hasonlóan ez is mutatta Jacksonnak azt a tehetségét, hogy egyedi mozgásokkal képes emelni előadása színvonalát. Ez a fellépése látható a Dangerous turné bukaresti koncertjének DVD-jén, melyet a The Ultimate Collection box set részeként is kiadtak.
Jackson az 1995-ös MTV Video Music Awards díjkiosztón előadott fellépésétől kezdve a dal egy kis részletét felhasználta a Dangerous előadásában is; többek közt a HIStory turnén is. Így adta volna elő a Dangeroust a This Is It koncertsorozat részeként is, ahol maga a Smooth Criminal is szerepelt volna a számlistán.

## Számlista
| 7" kislemez 1. Smooth Criminal (Single Mix) – 4:10 2. Smooth Criminal (Instrumental) – 4:10 12" és CD maxi kislemez 1. Smooth Criminal (Extended Dance Mix) – 7:46 2. Smooth Criminal (Extended Dance Mix Radio Edit) – 5:20 3. Smooth Criminal ("Annie" Mix) – 5:35 4. Smooth Criminal (Dance Mix – Dub Version) – 4:45 5. Smooth Criminal (A Cappella) – 4:12 Visionary kislemez CD oldal 1. Smooth Criminal – 4:10 2. Smooth Criminal (Extended Dance Mix) – 7:45 DVD oldal 1. Smooth Criminal (videóklip) 2. Smooth Criminal (Moonwalker Version, Edit) – 9:36 | 3" mini CD 1. Smooth Criminal (Extended Dance Mix) – 7:46 2. Smooth Criminal ("Annie" Mix) – 5:35 3. Smooth Criminal (Dance Mix – Dub Version) – 4:45 CD kislemez (promó) 1. Smooth Criminal (Single Mix) – 4:12 2. Smooth Criminal (Extended Dance Mix) – 7:46 3. Smooth Criminal (Extended Dance Mix Radio Edit) – 5:20 4. Smooth Criminal ("Annie" Mix) – 5:35 5. Smooth Criminal (Dance Mix – Dub Version) – 4:45 6. Smooth Criminal (A Cappella) – 4:12 |

## Helyezések
| Slágerlista (1988)                                     | Legmagasabb helyezés |
| ------------------------------------------------------ | -------------------- |
| Ausztrál kislemezlista                                 | 29                   |
| Belga kislemezlista                                    | 1                    |
| Brit kislemezlista                                     | 3                    |
| Dán kislemezlista                                      | 1                    |
| Eurochart Hot 100 Singles                              | 2                    |
| Francia kislemezlista                                  | 4                    |
| Holland kislemezlista                                  | 1                    |
| Ír kislemezlista                                       | 1                    |
| Kanadai kislemezlista                                  | 6                    |
| Német kislemezlista                                    | 9                    |
| Olasz kislemezlista                                    | 6                    |
| Spanyol kislemezlista                                  | 1                    |
| Svájci kislemezlista                                   | 5                    |
| USA Billboard Hot 100                                  | 7                    |
| USA Billboard Hot Dance Music/Maxi-Singles Sales Chart | 13                   |
| USA Billboard Hot R&B/Hip-Hop Singles & Tracks         | 2                    |
| USA Billboard Hot Dance Music/Club Play Singles        | 10                   |
| Új-zélandi kislemezlista                               | 29                   |
| Slágerlista (2009)                                     | Legmagasabb helyezés |
| Ausztrál kislemezlista                                 | 16                   |
| Brit kislemezlista                                     | 13                   |
| Brit letöltések listája                                | 13                   |
| Dán kislemezlista                                      | 28                   |
| European Hot 100                                       | 20                   |
| Francia kislemezlista                                  | 61                   |
| Francia digitális kislemezlista                        | 10                   |
| Svájci kislemezlista                                   | 12                   |
| Svéd kislemezlista                                     | 12                   |
| USA Billboard Hot Digital Songs                        | 12                   |
| Új-zélandi kislemezlista                               | 37                   |

## Feldolgozások
- 1989-ben Otto Waalkes német humorista parodizálta a videóklipet Otto – Der Außerfriesische című filmjében. Egy jelenetben bemegy egy bárba, egy érmét dob a pincérnő dekoltázsába, majd táncol egy, a Smooth Criminalra emlékeztető dalra; a tánclépések közt a moonwalk is felismerhető.[13]
- 1992-ben az Alvin és a mókusok Rockin' with the Chipmunks című különkiadásában látható a klip egy részlete, benne Alvin rajzfilmalakjával.
- 2001-ben az Alien Ant Farm együttes feldolgozta a Smooth Criminalt, és megjelentette Anthology című albuma első kislemezeként. Az együttes tagjai elmondták, hogy fellépéseik előtt bemelegítésként gyakran adtak elő kis részletet a dalból, és a közönségük mindig kérte őket, hogy játsszák le az egészet. Ez adta az ötletet, hogy dolgozzák fel. A feldolgozás listavezető lett a Billboard Modern Rock Tracks slágerlistáján és az ausztrál slágerlistán, és bekerült a 2001-ben megjelent Amerikai pite 2 című filmbe is. Az együttes 1999-ben megjelent Greatest Hits című albumán szereplő Slick Thief című rejtett dal a Smooth Criminal-feldolgozás korai változata. Ez a változat bekerült a Karaoke Revolution és Guitar Hero On Tour: Decades videójátékokba is.
- 2002-ben az ApologetiX együttes parodizálta a dalt Smooth Grandmama címmel Grace Period című albumán.[14] A dal hangszerelése az Alien Ant Farm-féle feldolgozás paródiája.
- 2008-ban David Garrett zongorista komolyzenei feldolgozást készített a dalból, és megjelentette Encore című albumán.
- 2008-ban J.Viewz izraeli zenész együttesével dzsesszfeldolgozást készített a dalból, és megjelentette Besides című középlemezén.
- 2008-ban a TVXQ dél-koreai együttes harmadik japán albumán, a T címűn szereplő, Trick című dalban feldolgozta a Smooth Criminal refrénjének egy részét.
- 2009-ben a The 8th Horcrux együttes paródiát készített a dalból Ginny, Are You OK? címmel, a Harry Potter-sorozatbeli Ginny Weasleyről. A dal az Alien Ant Farm-féle feldolgozáson alapul.[15]
- A Lucky Boys Confusion élőben elő szokta adni a dalt, de lemezen nem akarták kiadni a feldolgozást.
- A 2008-ban megjelent Saints Row 2 videójátékban a Smooth Criminalra előadott tánccal lehet idegesíteni az ellenfelet.
- 2009-ben megjelent She Wolf című dala videóklipjében Shakira kolumbiai énekesnő a Jacksonéhoz hasonló antigravitációs dőlést ad elő.
- 2009-ben a SHINee, Super Junior és Girls’ Generation dél-koreai együttesek előadták a dalt a Gayo Fesztiválon.
- A BlazBlue: Continuum Shift Hazama nevű szereplője, a sorozat főgonosza Jacksonhoz hasonlóan öltözik, ezért a rajongók elnevezték Smooth Criminalnak.
- 2011 januárjában a 2Cellos szlovén duó (Luka Šulić és Stjepan Hauser) csellón adták elő a dalt, ami nagy sikert aratott a YouTube-on.[16]
- Delmos Wade amerikai zenész is feldolgozta a dalt.[17]
- 2011-ben Corey Burton death metal változatban dolgozta fel (a feldolgozás az Alien Ant Farm-félén alapul).[18]
- 2011-ben az Abbos üzbég együttes instrumentális változatban dolgozta fel, hagyományos üzbég hangszerekkel.[19]